# Watertown (New York)
Pour les articles homonymes, voir Watertown.
Ne doit pas être confondu avec Watertown (town, New York).
La ville de Watertown est le siège du comté de Jefferson, situé dans l'État de New York, aux États-Unis.

## Démographie
| Groupe            | Watertown | New York | États-Unis |
| ----------------- | --------- | -------- | ---------- |
| Blancs            | 86,3      | 66,8     | 72,4       |
| Afro-Américains   | 6,0       | 15,9     | 12,6       |
| Métis             | 3,8       | 3,0      | 2,9        |
| Asiatiques        | 1,8       | 7,3      | 4,8        |
| Autres            | 1,5       | 7,5      | 6,4        |
| Amérindiens       | 0,5       | 0,6      | 0,9        |
| Total             | 100       | 100      | 100        |
|                   |           |          |            |
| Latino-Américains | 5,6       | 17,6     | 16,7       |

Selon l'American Community Survey pour la période 2011-2015, 92,23 % de la population âgée de plus de 5 ans déclare parler l'anglais à la maison, 3,90 % déclare parler l'espagnol, 0,97 % l'allemand, 0,70 % le français, 0,55 % le perse et 1,65 % une autre langue.